# Jean-François Malizard
Jean-François Malizard est un homme politique français né le 11 septembre 1848 à Lyon (Rhône) et décédé le 15 octobre 1933 à Marsanne (Drôme).
Bijoutier à Valence, il est conseiller municipal en 1882 et maire de Valence de 1894 à 1896. Il est député de la Drôme de 1903 à 1906.

## Sources
- « Jean-François Malizard », dans le Dictionnaire des parlementaires français (1889-1940), sous la direction de Jean Jolly, PUF, 1960 [détail de l’édition]